# (8407) Houlahan
(8407) Houlahan  es un asteroide perteneciente al cinturón de asteroides, descubierto el 25 de julio de 1995 por Paul G. Comba desde el Observatorio de Prescott, en Estados Unidos.

## Designación y nombre
Houlahan se designó inicialmente como 1995 ON.
Más adelante fue nombrado en honor al experto en ordenadores estadounidense, ligado al Observatorio Lowell, Padraig Houlahan (n. 1958).

## Características orbitales
Houlahan orbita a una distancia media del Sol de 2,2925 ua, pudiendo acercarse hasta 1,9977 ua y alejarse hasta 2,5874 ua. Tiene una excentricidad de 0,1286 y una inclinación orbital de 6,9732° grados. Emplea en completar una órbita alrededor del Sol 1267 días.

## Características físicas
Su magnitud absoluta es 14,1.